# فرقه کارگر
فرقه کارگر نام یک حزب سیاسی است که گفته می‌شود در سال ۱۹۱۷ توسط ابوالقاسم لاهوتی در شهر کرمانشاه تأسیس شده‌است. اگرچه اطلاعات چندانی دربارۀ این حزب و فعالیت‌هایش در کرمانشاه وجود ندارد، اما از آن به عنوان نخستین حزب کمونیست در ایران و تنها حزب کمونیستی یاد می‌شود که قبل از تأسیس حزب کمونیست ایران در دهه ۱۹۲۰ در داخل ایران تشکیل شده‌است.

## زمینۀ شکل‌گیری
نیروهای روسیۀ تزاری به فرماندهی ژنرال نیکلای باراتف، بیستون را در ۱۱ فوریهٔ ۱۹۱۶ و کرمانشاه را در ۱۳ فوریهٔ ۱۹۱۶ تسخیر کردند. آن‌ها در ۱۶ آوریل ۱۹۱۶ کرند و سرپل ذهاب و قصر شیرین را نیز به تصرف خود درآوردند. کرمانشاه تا فوریهٔ ۱۹۱۷ در اشغال روسیهٔ تزاری باقی ماند. در این زمان با وقوع انقلاب فوریهٔ ۱۹۱۷ نیروهای روس شروع به عقب‌نشینی کردند و از کرمانشاه خارج شدند.
در این دوران نیروهای ارتش روسیه در کرمانشاه حضور داشتند. گفته می‌شود که در میان سربازان و افسران ارتش تزاری برخی از نیروهای انقلابی کمونیست حاضر بوده‌اند که به حزب سوسیال دموکرات کارگری روسیه گرایش داشته‌اند. ابوالقاسم لاهوتی که در نیروهای ژاندارمری خدمت می‌کرده و درجۀ ماژوری داشته‌است، در کرمانشاه در تماس با این افرادِ نفوذی در ارتش روسیۀ تزاری تحت تأثیر عقاید کمونیستی قرار گرفته‌است. او در این دوره حزبی با نام فرقۀ کارگر با مشی کمونیستی تأسیس می‌کند.